# Paradise Valley (Arizona)
Paradise Valley è una località degli Stati Uniti d'America, situata nella contea di Maricopa, nello Stato dell'Arizona.

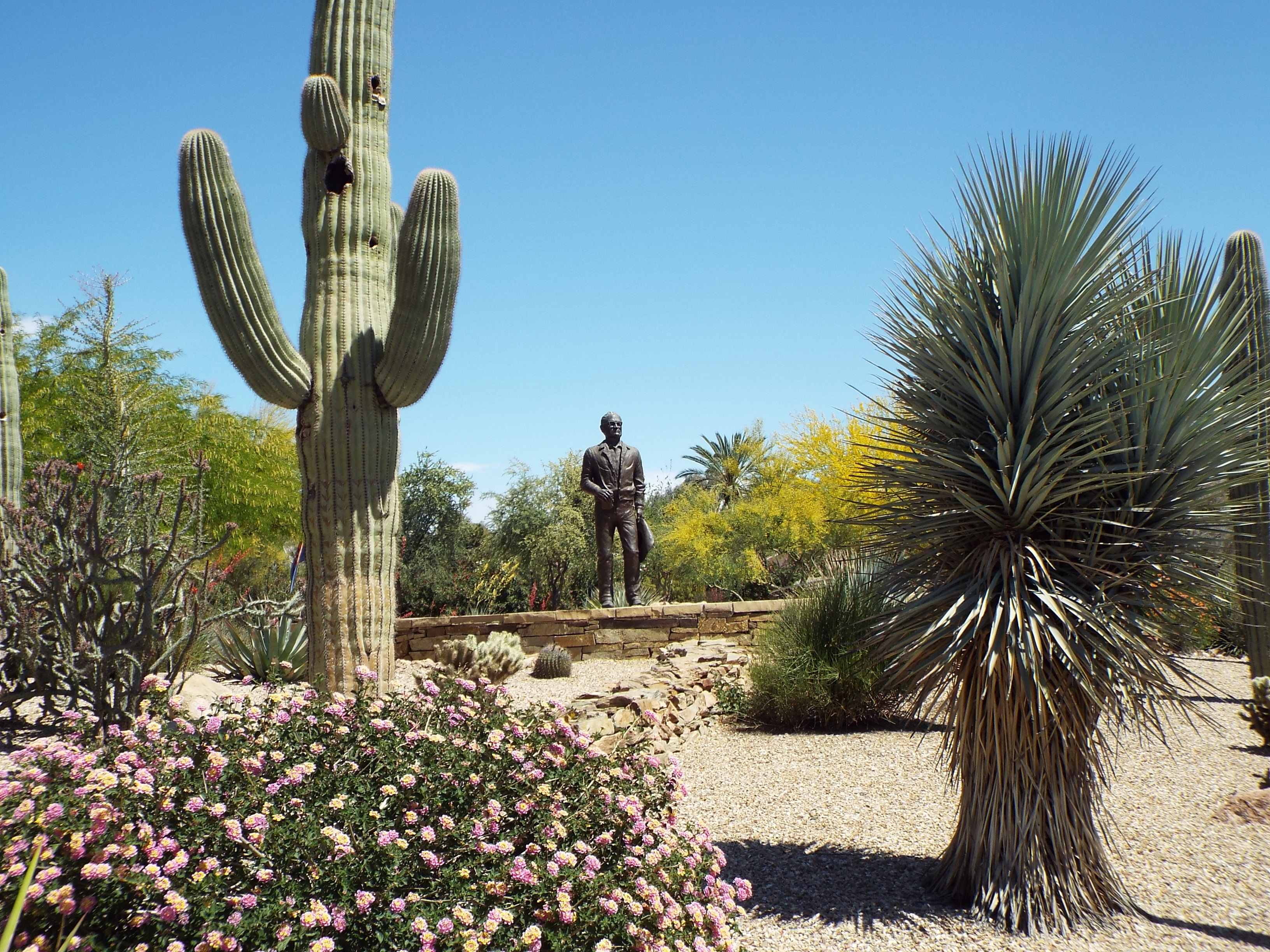
Il parco di Paradise Valley dedicato a Barry Goldwater, con la sua statua

È stata la città ove ha terminato la sua vita il senatore Barry Goldwater, al quale la cittadina ha dedicato un parco.